# Welwyn Hatfield
Welwyn Hatfield è un borough dell'Hertfordshire, Inghilterra, Regno Unito, con sede a Welwyn Garden City.
Il distretto fu creato con il Local Government Act 1972, il 1º aprile 1974 dalla fusione del distretto urbano di Welwyn Garden City con il distretto rurale di Hatfield ed il distretto rurale di Welwyn.

## Parrocchie civili
Le parrocchie, che non coprono l'area del capoluogo, sono:
- Ayot St. Lawrence
- Ayot St Peter
- Essendon
- Hatfield
- North Mymms
- Northaw and Cuffley
- Welwyn
- Woolmer Green